# Kvagga
Kvagga (Equus quagga quagga) är en utdöd underart till stäppzebran. Namnet lär vara onomatopoetiskt (det härmar kvaggans läte).

## Kännetecken
Kvaggan hade en fysionomi som i stora drag liknade stäppzebrans, men kroppens färgteckning skilde sig markant från denna. Kvaggan hade vita eller ljust gulbruna ränder mot mörkbrun botten till största delen på huvudet och halsen. Ränder kunde också finnas på främre delen av bålen men de tonade successivt bort närmare bakkroppen som för övrigt var brun eller mörkt brun. Benen och bukpartiet var enfärgat vita.

## Utbredning och utdöendet
Kvaggan hade i Sydafrika och angränsande regioner ett större utbredningsområde och enligt gamla berättelser var den ganska talrik i regionen under 1600-talet. Vid denna tid började den intensiva jakten och årligen sköts tusentals individer. Nybyggare från Europa betraktade kvaggan som en konkurrent till sina tamboskap. Å andra sidan hade Sydafrika status som jaktparadis där välbärgade personer fick jaga för nöjets skull. Omkring 1850 var kvaggan utdöd söder om Oranjefloden. De sista individerna levde i Oranjefristaten men även dessa blev skjutna. Dessutom var året 1877 mycket torrt och efteråt listades arten som utdöd. Den sista individen i fångenskap, som var född i frihet, dog den 12 augusti 1883 i Amsterdams djurpark Artis, Nederländerna.
Trots allt finns oklarheter över den rätta tidpunkten. En tysk militär som 1901 var anställd i Tyska Sydvästafrika (idag Namibia) skrev att han iakttog flockar av kvagga i området. Men likaså berättade han om jakten på dessa djur. Människorna dödade kvaggorna för att de åt upp skörden.

## Systematik och försök att återskapa kvaggan

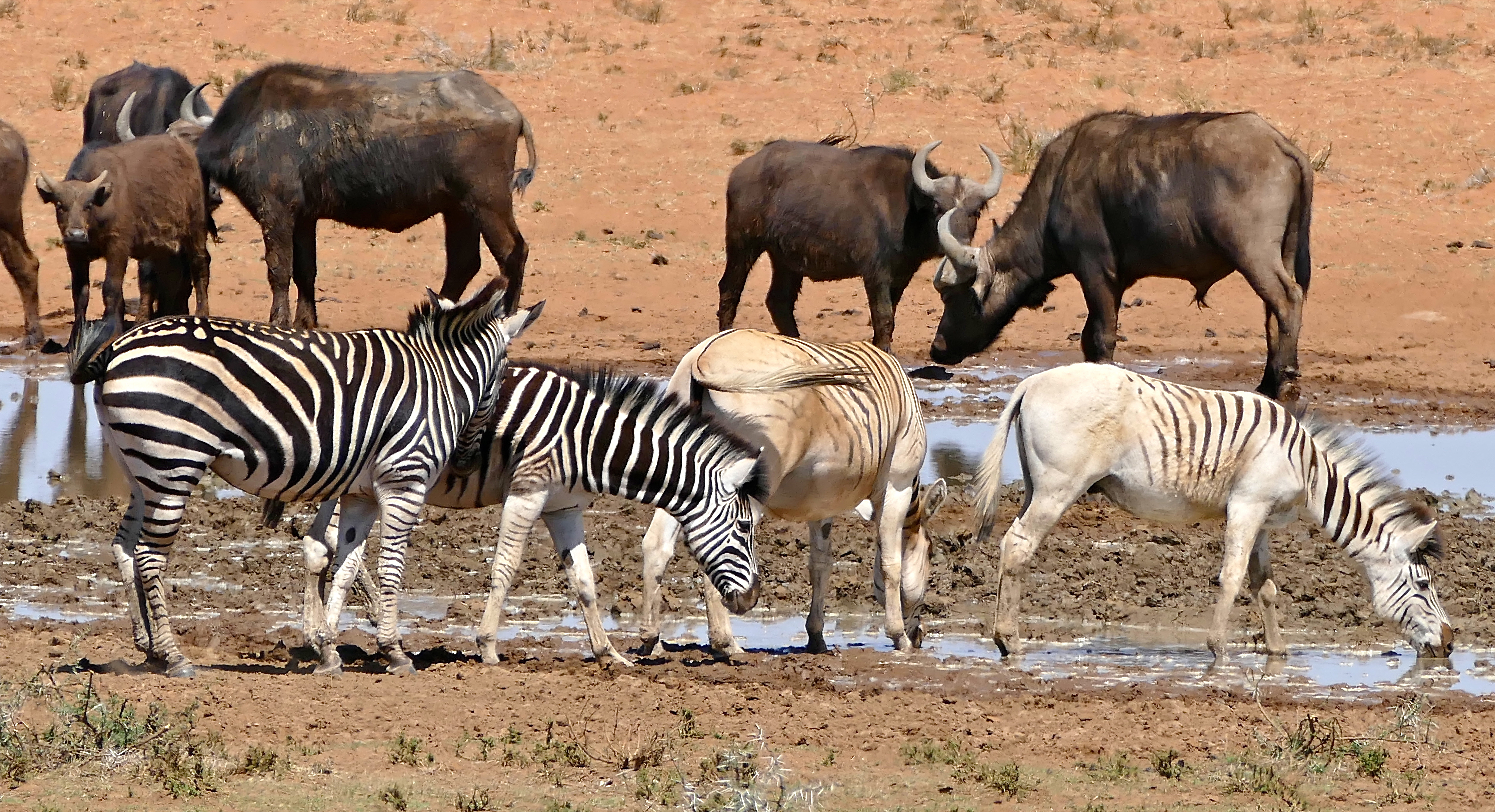
Vanliga stäppzebror och zebror från kvaggaprojektet i Mokala National Park

Zoologer klassificerade den först som en egen art men har senare konstaterat att den snarare är att betrakta som en underart av stäppzebran. Vid DNA-analys visade det sig att kvaggan relativt nyligen särskiljt sig från stäppzebran. Ändå betecknas den fortfarande av vissa zoologer som E. quagga och inte som E. quagga quagga (E. burchelli quagga enligt tidigare nomenklatur).
Då det visat sig att kvaggan genetiskt stod mycket nära den vanliga stäppzebran, försöker man nu genom selektiv avel på stäppzebror inom det så kallade Kvaggaprojektet få underarten att återuppstå. Kvaggaprojektets första population bestod av 19 infångade zebror som hade reducerat antal ränder på bakkroppen. Genom selektiv avel i fem generationer har man fått fram enstaka djur som uppvisar slående likheter med kvaggor. För att särskilja dessa från zebror och kvaggor kallar man dem "Rau Quagga", efter projektets upphovsman Reinhold Rau (1932-2006). När man fått fram ett 50-tal djur som uppfyller kraven på att kallas "Rau Quaggas" hoppas man kunna återetablera underarten inom delar av sitt tidigare utbredningsområde.
Man har också lyckats få fram vagt kvaggliknande djur genom korsningar mellan zebror och hästar. Även om sådana korsningar företer likheter med kvaggor, är de inte genetiskt identiska med vare sig stäppzebror eller den utdöda underarten. De är mycket få och inga lever vilt.